# AKT for Wallonia
AKT for Wallonia, afgekort AKT, is een Belgische werkgeversorganisatie die actief is in Wallonië.
Beci, AVED-IHK en Voka zijn de tegenhangers van respectievelijk het Brussels Hoofdstedelijk Gewest, de Duitstalige Gemeenschap en Vlaanderen.

## Geschiedenis
AKT werd in september 2024 opgericht nadat de Union Wallonne des Entreprises (UWE) en de vijf Waalse Kamers van Koophandel (Frans: Chambres de Commerce et d'Industrie - CCI) in april van dat jaar besloten hun lot te bundelen om een dynamische gemeenschap te vormen voor alle Waalse bedrijven. De fusie werd afgesloten door de UWE, CCI Brabant wallon, CCI Hainaut, CCI Liège-Verviers-Namur, CCI Luxembourg belge en CCI Wallonie picarde.

## Bestuur
| Tijdspanne   | Voorzitter    |
| ------------ | ------------- |
| 2024 - heden | Pierre Mottet |

| Tijdspanne   | Gedelegeerd bestuurder |
| ------------ | ---------------------- |
| 2024 - heden | Frédéric Panier        |